# I ragazzi dell'Hully Gully
Pour plus de détails, voir Fiche technique et Distribution.
I ragazzi dell'Hully Gully est un musicarello italien réalisé par Carlo Infascelli et Marcello Giannini, sorti en 1964.
À l'instar de Questo pazzo, pazzo mondo della canzone ou Altissima pressione, le film met brièvement en vedette la chanteuse Françoise Hardy, cette fois pour interpréter la chanson Il saluto del mattino.

## Synopsis
Le comte Maurice Chanel Salimbeni, auteur-compositeur richissime, meurt et laisse derrière par écrit dans son testament que tous ses biens iront à ceux qui, parmi ses proches, sauront deviner exactement la chanson qui, à la fin de l'année, aura été son plus grand succès de vente. Les différents proches tenteront d'obtenir l'héritage. La victoire sourit à deux vieillards qui ont choisi avec nostalgie « O sole mio ». La bonne Clarita se consolera en épousant Alberto, un jeune homme gentil, quoique pauvre.

## Fiche technique
Sauf indication contraire, les informations mentionnées dans cette section peuvent être confirmées par la base de données cinématographiques IMDb,  présente dans la section « Liens externes ».
- Titre italien : I ragazzi dell'Hully Gully[1]
- Réalisateur : Carlo Infascelli, Marcello Giannini
- Scénario : Mario Amendola, Fiorenzo Fiorentini, Giuseppe Mangione, Vinicio Marinucci (it)
- Photographie : Aldo De Robertis, Vitaliano Natalucci
- Montage : Cesare Bonelli
- Musique : Carlo Gori
- Décors : Alessandro Dell'Orco
- Costumes : Alessandro Dell'Orco
- Production : Carlo Infascelli
- Société de production : Compagnia Generale Finanziaria Cinematografica
- Pays de production :  Italie
- Langue originale : italien
- Format : Noir et blanc
- Durée : 78 minutes (1 h 18)
- Genre : Musicarello
- Dates de sortie :
  - Italie : 1964

## Distribution
- Umberto D'Orsi : Filippo Salimbeni
- Ave Ninchi : Comtesse Corinna Salimbeni
- Angela Luce : Caterina
- Carlo Dapporto : Maurice Chanel / Le colonel
- Alicia Brandet : Claretta
- Claudio Previtera : Alberto
- Carlo Delle Piane : Le secrétaire de Filippo
- Carlo Pisacane : Comte Bertoldo
- Fiorenzo Fiorentini : Le présentateur
- Antonio Devi
- Nicola Di Bari
- Ornella Vanoni : Elle-même
- Françoise Hardy : Elle-même
- Gianni Morandi : Lui-même
- Fabrizio Ferretti : Lui-même
- Margherita : Elle-même
- Los Marcellos Ferial : Eux-mêmes
- Lilly Bonato
- Remo Germani
- Fausto Leali : Lui-même
- Bruno Filippini : Lui-même
- Edoardo Vianello
- Nini Rosso

## Production
Produit par Carlo Infascelli, le film a été tourné dans les studios Olimpia Film de la via delle Capannelle à Rome. Le film présente des extraits filmés durant la décennie précédente ; certains films sont des enregistrements du Festival de Sanremo et du Festival de Naples. Dans d'autres scènes, il est possible de voir des clips utilisés dans d'autres clips musicaux de l'époque (comme la fille jouant du tambour, également apparue dans une vidéo de Remo Germani).

## Les chansons
- Sei diventata nera, interprétée par Los Marcellos Ferial (générique d'ouverture)
- La vita è un paradiso di bugie, interprétée par Luciana Gonzales
- Nota per nota, interprétée par Ugo Molinari
- Musetto, interprétée par Gianni Marzocchi
- Il cantico del cielo, interprétée par Tonina Torrielli
- Viva la libertà, interprétée par Bruno Lauzi
- Tu si 'na cosa grande, interprétée par Ornella Vanoni
- Ma quando sono al mare, interprétée par Fabrizio Ferretti
- Albero caduto, interprétée par Ugo Molinari
- Il saluto del mattino, interprétée par Françoise Hardy
- Hully gully in dieci, interprétée par Edoardo Vianello
- La colpa fu, interprétée par Ugo Molinari
- Il bosco innamorato, interprétée par Tonina Torrielli
- In ginocchio da te, interprétée par Gianni Morandi
- La tremarella, interprétée par Edoardo Vianello